# High Bridge (New Jersey)
Pour les articles homonymes, voir High Bridge.
High Bridge est une municipalité américaine située dans le comté de Hunterdon au New Jersey.

## Géographie
High Bridge est située sur la branche sud du Raritan. La municipalité s'étend sur 2,43 milles carrés (6,29 km2) dont 0,04 mille carré (0,1 km2) d'étendues d'eau.
| Lebanon Township | Lebanon Township | Clinton Township |
| Lebanon Township | High Bridge      | Clinton Township |
| Clinton Township | Clinton Township | Clinton Township |

## Histoire
Les premières usines métallurgiques du pays sont fondées dans la région, par William Allen et Joseph Turner.
Le township de High Bridge est créé le 29 mars 1871 à partir des townships de Clinton et de Lebanon. En 1898, une partie de High Bridge devient un borough indépendant ; les territoires restants retrouvent leurs townships d'origine. Son nom fait référence à un pont du Central Railroad of New Jersey en altitude, menant à une ferronnerie.

## Démographie
Lors du recensement de 2010, la population de High Bridge est de 3 648 habitants.